# 朱利叶斯·罗森瓦德
朱利叶斯·罗森瓦德（Julius Rosenwald，1862年8月12日—1932年1月6日）是一位美国商人和慈善家。他是西爾斯百貨的老板，成立了支持技术教育的罗森瓦德基金（Rosenwald Fund）。他还是芝加哥科学与工业博物馆的主要创始人和赞助人，向该博物馆捐赠了超过500万美元，并于1927年至1932年担任馆长。

## 生平

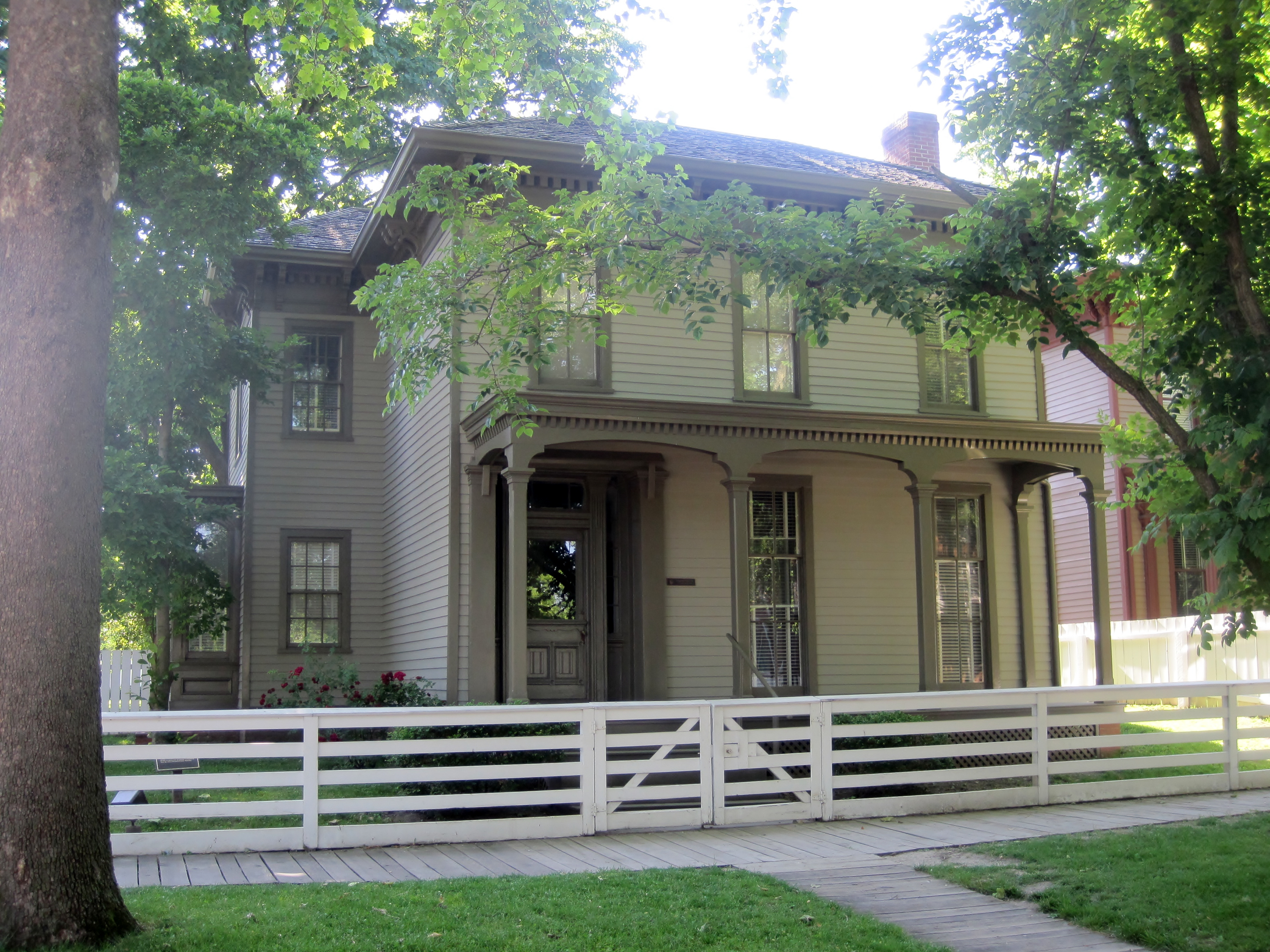
罗森瓦德家族于1868年买下这所房子，1886年卖出

他父亲塞缪尔是一名服装商，和母亲奥古斯塔一样都是来自德意志邦聯的犹太移民。在林肯担任总统期间，他在伊利诺斯州斯普林菲尔德的林肯故居附近出生、长大。
16岁时，罗森沃尔德被父母送到纽约市的叔叔那里当学徒，学习服装行业。在纽约，他结识了亨利·戈德曼和老亨利·摩根索，并靠制作服装发家。
1895年，他成为西尔斯百货的大股东。1908年理查德·沃伦·西尔斯因健康状况不佳辞去总裁职务后，罗森瓦德成为公司总裁。
1906年，罗森瓦德与高盛的保罗·J·萨克斯成为朋友，他们认为非裔美国人的困境亟待解决。萨克斯将罗森瓦德介绍给威廉·H·鲍德温和布克·T·华盛顿。罗森瓦德于1912年受邀担任塔斯基吉学院董事会成员（直至逝世）。他对学院捐赠颇多，让华盛顿免于经济压力。
1917年，他成立罗森瓦德基金，一生中向公立学校、大学、博物馆、犹太慈善机构和非裔美国人机构大量金钱，基金在美国南部为非裔美国儿童建造了5,000多个商店、学校、教师之家，俗称“罗森瓦德学校”（Rosenwald School）。他曾赞助国际象棋大师塞缪尔·雷谢夫斯基，让他读上大学，以免完全依赖国际象棋谋生。
1932年1月6日，他在伊利诺伊州高地公園的家中去世。